# Faleyras
Faleyras  egy francia település Gironde megyében az Aquitania régióban. Lakosainak száma 423 fő (2022. január 1.). Lakóit Faleyracais-nak és  Faleyracaises-nek nevezik.

## Adminisztráció
Polgármesterek:
- 2008-2014

## Demográfia
| Lakosok száma | 285  | 289  | 299  | 380  | 391  | 412  | 424  | 433  | 430  | 423  |
|               | 1968 | 1982 | 1990 | 2006 | 2013 | 2015 | 2017 | 2019 | 2020 | 2022 |

## Látnivalók
- Rallycross és autocross bajnokság helyszíne.